# オスカル・コルテス
オスカル・マヌエル・コルテス・コルテス（Óscar Manuel Cortés Cortés, 2003年12月3日 - ）は、コロンビア・ナリーニョ県トゥマコ出身のサッカー選手。スコティッシュ・プレミアシップ・レンジャーズFC所属。ポジションはFW。

## クラブ経歴
2022年にミジョナリオスFCのトップチーム昇格が決まり、プロ契約を締結。1月22日のデポルティーボ・パスト戦でプロデビュー。翌2023年シーズンは得点能力が開花し、同年シーズン途中まで、11試合で5ゴールを決めた。
2023年7月14日、RCランスと5年契約を締結。12月16日のスタッド・ランス戦で移籍後初ゴールを決めた。
2024年2月1日、レンジャーズFCへの買い取りオプション付きの2023-24シーズン終了までのローン移籍が発表。同シーズンは6試合1ゴールを記録。シーズン終了後の6月3日には、更に1年間のローン契約延長が発表された。

## 代表歴
2023年に自国開催となった2023 南米ユース選手権に、U-20のコロンビア代表で出場。4位入賞となり、2023 FIFA U-20ワールドカップにも出場。更に6月にはフル代表にも招集され、17日のイラク戦でフル代表デビューを果たした。